# Pakesia
Pakesia is een geslacht van wantsen uit de familie van de Reduviidae (Roofwantsen). Het geslacht werd voor het eerst wetenschappelijk beschreven door Norman Cecil Egerton Miller in 1952.

## Soorten
Het genus bevat de volgende soorten:

- Pakesia linnavuorii (Dispons, 1962)
- Pakesia microphthalma Linnavuori, 1976
- Pakesia ornata Linnavuori, 1982
- Pakesia somalica Linnavuori, 1976
- Pakesia styx Linnavuori, 1976
- Pakesia taeniata Miller, 1952